# Dourbies
Dourbies település Franciaországban, Gard megyében. Lakosainak száma 157 fő (2022. január 1.). Dourbies Saint-Jean-du-Bruel, Sauclières, Alzon, Arphy, Arrigas, Aumessas, Lanuéjols, Saint-Sauveur-Camprieu, Trèves, Bréau-Mars és Val-d'Aigoual községekkel határos.

## Népesség
A település népességének változása:
| Lakosok száma | 308  | 223  | 213  | 190  | 163  | 155  | 145  | 139  | 138  | 157  |
|               | 1968 | 1982 | 1990 | 2006 | 2013 | 2015 | 2017 | 2019 | 2020 | 2022 |